# Механізми старіння
Механізми старіння або ознаки старіння (англ. The Hallmarks of Aging) — група біохімічних змін, які відбуваються в усіх організмах, які біологічно старіють і призводять до прогресуючої втрати фізіологічної цілісності, порушення функцій і, як наслідок, смерті. Вони були вперше перераховані в знаковій статті в 2013 році, щоб концептуалізувати суть біологічного старіння та механізми, що лежать в його основі.
Було запропоновано наступні три категорії відбору для визначення цих взаємопов’язаних механізмів (ознак):
- «вони проявляються з віком»
- «експериментальне прискорення старіння акцентує їх прояв»
- «можливість уповільнити, зупинити або повернути старіння шляхом терапевтичних втручань на них»

## Огляд

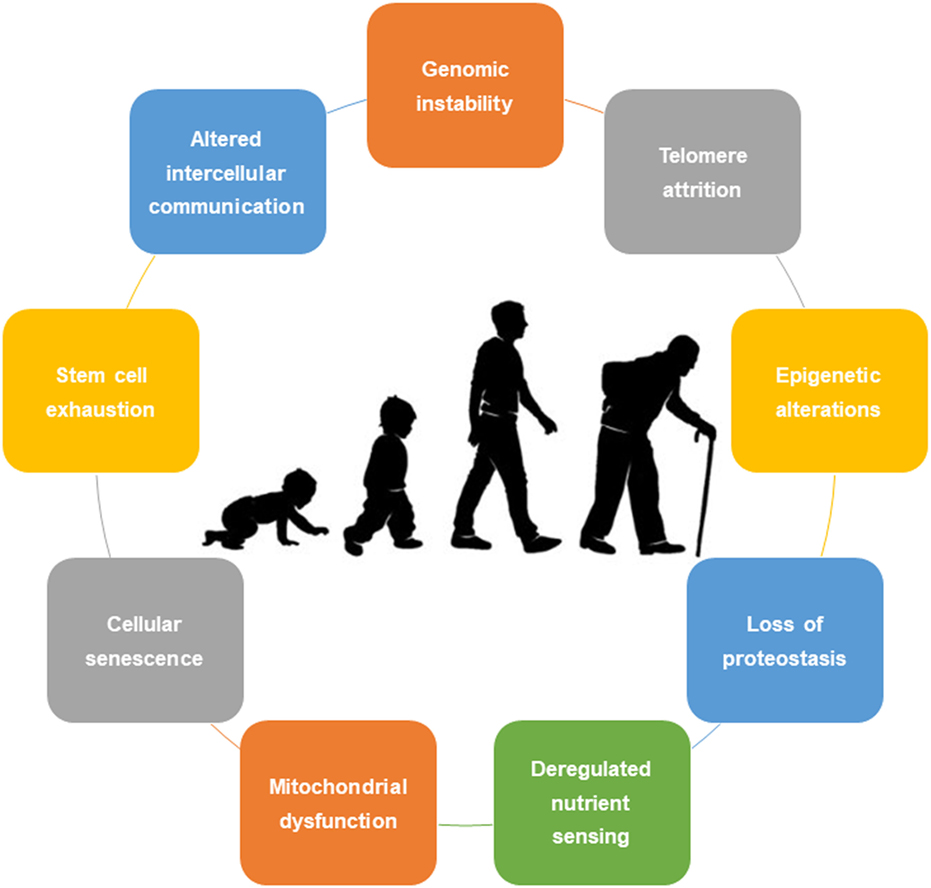
9 канонічних механізмів старіння (2013)

З часом майже всі живі організми відчувають поступове та незворотне зростання старіння та пов’язану з цим втрату належної функції систем організму. Оскільки старіння є основним фактором ризику і, з іншого боку, комплексною передумовою розвитку, серйозних захворювань людини, включаючи серцево-судинні розлади, діабет, онкопатології, та нейродегенеративні захворювання, важливо описати та класифікувати типи змін, які це спричиняє.
Через десять років автори часто цитованої оригінальної статті оновили набір запропонованих ознак у січні 2023 року У новому платному огляді додано три нові ознаки (не включені та не класифіковані нижче): вимкнена макроаутофагія, хронічне запалення та дисбактеріоз, що становить 12 запропонованих ознак.
Дев'ять ознак старіння оригінального паперу згруповані в три категорії, як показано нижче:

### Основні механізми
Первинні ознаки є основними причинами пошкодження клітин. 
- Нестабільність геному
- Епігенетичні зміни
- Вкорочення теломер
- Втрата протеостазу

### Антагоністичні механізми
Антагоністичні механізми — це антагоністичні або компенсаторні реакції на пошкодження, викликані первинними механізмами. 
- Дерегульоване визначення поживних речовин (англ. nutrient sensing)
- Мітохондріальна дисфункція
- Клітинне старіння (сенесценція)

### Інтегративні механізми
Інтегративні механізми є функціональним результатом двох попередніх груп механізмів, які призводять до подальшого погіршення функціонування, пов’язаного зі старінням.
- Виснаження стовбурових клітин
- Змінена міжклітинна комунікація

### Додаткові механізми
Перші три були запропоновані багатьма вченими на основі нових наукових досліджень і, зокрема, додані авторами статті 2013 року про 9 механізмів старіння в оновленній статті 2023 року. Четвертий механізм — порушення в структурі міжклітинного матриксу був запропонований різними вченими, включно з Обрі де Греєм.
- Відключена макроаутофагія
- Хронічне запалення[5]
- Дизбіоз
- Порушення міжклітинного матриксу

## Механізми старіння

### Нестабільність геному
Правильне функціонування геному є однією з найважливіших передумов безперебійного функціонування клітини та організму в цілому. Зміни в генетичному коді довгий час вважалися одною із головних причин старіння. У багатоклітинних організмах нестабільність генома є центральною для канцерогенезу, а у людей вона також є фактором деяких нейродегенеративних захворювань, таких як бічний аміотрофічний склероз або нервово-м’язова хвороба міотонічна дистрофія.
Пошкодження в ДНК утворюються в основному через окислювальний стрес і шкідливі фактори навколишнього середовища. Низка молекулярних процесів безперервно працює, щоб усувати ці пошкодження. Але, зазвичай, кількість пошкоджень більша за можливість молекулярних процесів відновлювати здорове ДНК, тому з часом пошкодження накопичуються. Кілька оглядових статей показали, що недостатнє репарація (відновлення) ДНК, що сприяє більшому накопиченню пошкоджень ДНК, спричиняє передчасне старіння; і що посиленна репарація ДНК сприяє більшій тривалості життя.

### Скорочення теломер

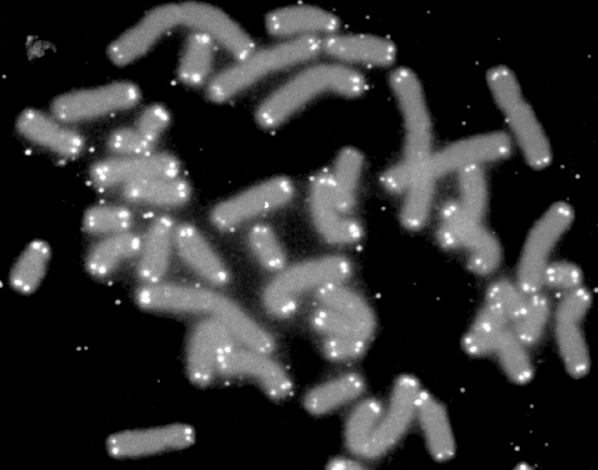
Хромосоми людини (сірі), покриті теломерами (білі)

Теломери - це ділянки повторюваних нуклеотидних послідовностей, пов'язані зі спеціалізованими білками на кінцях лінійних хромосом. Вони захищають кінцеві ділянки хромосомної ДНК від прогресуючої деградації та забезпечують цілісність лінійних хромосом, запобігаючи помилковому сприйняттю систем репарації ДНК кінців ланцюга ДНК за дволанцюговий розрив.
Вкорочення теломер пов’язане зі старінням, смертністю та захворюваннями, пов’язаними зі старінням. Нормальне старіння пов’язане з укороченням теломер як у людей, так і у мишей, а дослідження на моделях генетично модифікованих тварин свідчать про причинно-наслідковий зв’язок між ерозією теломер і старінням. Поділ клітин припиниться, як тільки теломери скоротяться до критичної довжини.
Фермент під назвою теломераза подовжує теломери в гаметах і стовбурових клітинах. Дефіцит теломерази у людей пов’язують із кількома захворюваннями, пов’язаними зі старінням та з втратою регенеративної здатності тканин. Було також показано, що передчасне старіння мишей з дефіцитом теломерази звертається до молодшого віку, коли теломераза реактивується.
Дослідження 2020 року 35 дорослих здорових осіб від 65 років і старше показало, що 30 сеансів гіпербаричної терапії збільшуєть довжину теломер клітин крові на 20-30%, та зменшують кількість сенесцентних (старих) Т-клітин на 10-37%.

### Епігеномні зміни (альтерації)

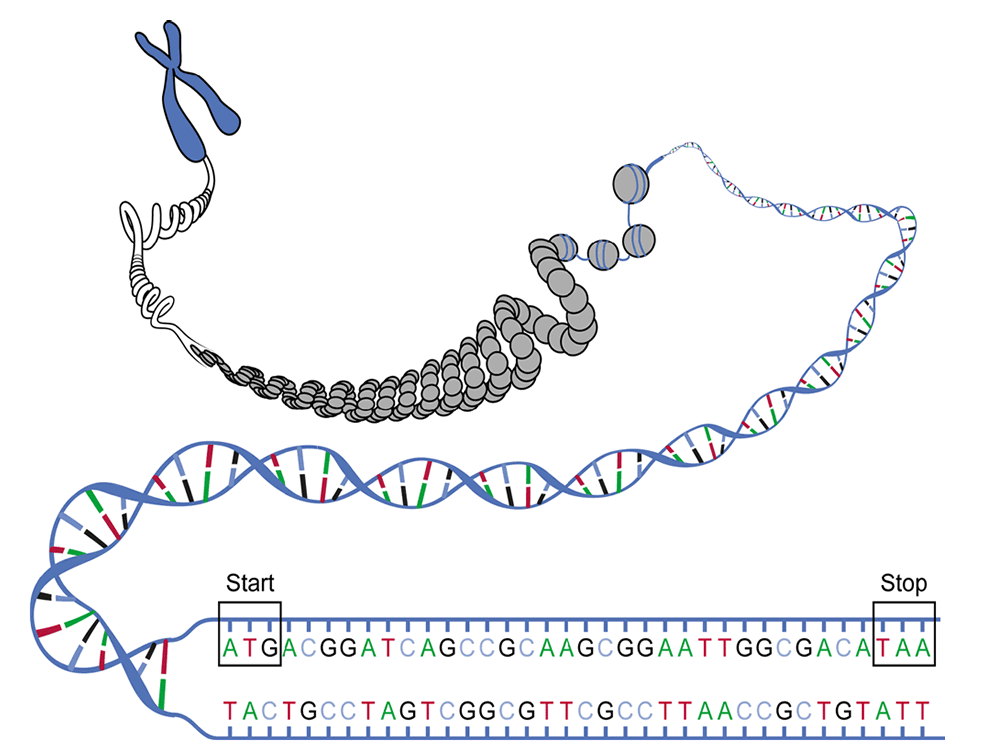
Конденсація ДНК – ланцюг ДНК обертається навколо гістонів, які утворюють спіралі, які згортаються у все більші спіралі, які зрештою складають хромосому, що знаходяться в клітинному ядрі.

З усіх генів, які складають геном, лише деяка підмножина експресується в будь-який момент часу. Всі інші "вимкнені" на епігенетичному рівні — плотно згорнуті в клубок навколо гістонів, що унеможливлює діяльність процесів ексрпесії генів.
Функціонування геному залежить як від конкретного порядку його нуклеотидів (геномних факторів), так і від того, які ділянки ланцюга ДНК намотані на гістони і, таким чином, стають недоступними, а які з них не накручені й доступні для транскрипції (епігеномні фактори). Залежно від потреб конкретного типу тканини та середовища, в якому знаходиться дана клітина, гістони можуть бути модифіковані, щоб увімкнути або вимкнути певні гени за потреби. Епігенетичний профіль активних генів змінюється зі старінням — вимикаючи корисні гени та вмикаючи непотрібні — порушуючи нормальне функціонування клітини. (Див. також — Епігеноміка, Нутрігеноміка).
Наприклад, сіртуїни є типом протеїнових деацетилаз, які сприяють зв’язуванню ДНК з гістонами і таким чином відключають непотрібні гени. Ці ферменти використовують НАД як кофактор. З віком рівень НАД у наших клітинах знижується, що знижує здатність сіртуїнів вимикати непотрібні гени в потрібний час. Зниження активності сиртуїнів пов’язують із прискореним старінням, а підвищення їхньої активності, як було показано, запобігає ряду захворювань, пов’язаних із віком.

### Втрата протеостазу
Шаблон:See also if exists
Протеостаз – це гомеостатичний процес підтримки всіх білків, необхідних для функціонування клітини, у належній формі, структурі та чисельності. Неправильне згортання білка, окислення, аномальне розщеплення або небажана посттрансляційна модифікація можуть створити дисфункціональні або навіть токсичні білки або білкові агрегати, які перешкоджають нормальному функціонуванню клітини. Хоча ці білки постійно видаляються та переробляються, утворення пошкоджених або агрегованих білків збільшується з віком, що призводить до поступової втрати протеостазу.  Це можна сповільнити або придушити шляхом обмеженням калорій або введенням рапаміцину — це інгібує шлях mTOR.

### Дерегульоване визначення поживних речовин
Відчуття поживних речовин (англ. nutrient sensing) — це здатність клітини розпізнавати та реагувати на зміни в концентрації макроелементів, таких як глюкоза, жирні кислоти та амінокислоти. У часи надлишку анаболізм індукується різними шляхами, найбільш добре вивченим серед них є шлях mTOR. Коли енергії та поживних речовин не вистачає, рецептор AMPK відчуває це та вимикає mTOR, щоб зберегти ресурси.
У зростаючому організмі ріст і проліферація клітин є важливими, тому mTOR регулюється. У повністю дорослому організмі сигнали, що активують mTOR, природним чином зменшуються під час старіння. Було виявлено, що насильна надмірна активація цих шляхів у дорослих мишей призводить до прискореного старіння та збільшення захворюваності на рак. Показано, що такі методи інгібування mTOR, як обмеження дієти або введення рапаміцину, є одними з найнадійніших методів збільшення тривалості життя черв’яків, мух і мишей.

### Мітохондріальна дисфункція

Мітохондрія

Мітохондрія є електростанцією клітини. Різні клітини людини містять від кількох до 10000 мітохондрій, кожна з яких перетворює вуглець (у формі ацетил-КоА) і кисень в енергію (у формі АТФ) і вуглекислий газ.
У процесі старіння ефективність мітохондрій має тенденцію до зниження. Причини цього все ще досить неясні, але підозрюється кілька механізмів: знижений біогенез,  накопичення пошкоджень і мутацій у мітохондріальній ДНК, окислення мітохондріальних білків і порушення контролю якості за допомогою мітофагії.
Дисфункційні мітохондрії сприяють старінню, перешкоджаючи внутрішньоклітинній передачі сигналів і запускаючи запальні реакції. І навпаки, активність, що націлена на збільшення мітохондріального біогенезу в нейронах і міоцитах може бути еффективною в лікуванні хвороб старіння, зокрема нейродегенеративних.

### Клітинне старіння
За певних умов клітина може вийти з клітинного циклу, не вмираючи, натомість переходить у стан спокою та припиняє свою нормальну функцію. Це називається клітинним старінням (сенесценція). Старіння може бути викликано первинними механізмами.
Існує кілька зв’язків між старінням клітин і старінням:
- Частка старіючих клітин збільшується з віком.[41]
- Старі клітини виділяють маркери запалення, які можуть сприяти старінню.[42]
- Встановлено, що посилення очищення від старих клітин сенолітиками, затримує настання вікових розладів.[43]

### Виснаження стовбурових клітин
Стовбурові клітини — це недиференційовані або частково диференційовані клітини, які можуть проліферувати необмежено. У перші кілька днів після запліднення ембріон майже повністю складається зі стовбурових клітин. Коли плід росте, клітини розмножуються, диференціюються та беруть на себе відповідну функцію в організмі. У дорослих стовбурові клітини здебільшого розташовані в областях, які поступово зношуються (кишечник, легені, слизова оболонка, шкіра) або потребують постійного поповнення (еритроцити, імунні клітини, сперматозоїди, волосяні фолікули).
Втрата здатності до регенерації є одним з найбільш очевидних наслідків старіння. Це значною мірою тому, що частка стовбурових клітин і швидкість їх ділення з часом поступово знижується. Було виявлено, що омолодження стовбурових клітин може усунути деякі наслідки старіння на рівні організму.

### Змінена міжклітинна комунікація
Організм — це злажена співпраця трильйонів клітин, які формують різні тканини, органи та системи. Одним із основних способів досягти гармонії в роботі цілого організму є виведення сигнальних молекул у кров, де вони потрапляють до інших тканин, впливаючи на їхню поведінку. Профіль цих молекул змінюється з віком.
Однією з найпомітніших змін у клітинних сигнальних біомаркерах є «запалення», тобто розвиток хронічного запалення низького ступеня по всьому тілу з похилим віком. Нормальною роллю запалення є залучення імунної системи організму та механізмів відновлення до конкретної пошкодженої ділянки до тих пір, поки присутні пошкодження та загроза. Постійна присутність маркерів запалення в організмі зношує імунну систему і пошкоджує здорові тканини.
Було також виявлено, що старіючі клітини виділяють певний набір молекул, які називаються SASP (секреторний фенотип, пов’язаний зі старінням), які викликають старіння в сусідніх клітинах. І навпаки, маніпуляції, спрямовані на подовження тривалості життя, спрямовані на одну тканину, можуть уповільнити процес старіння й інших тканин.

## Альтернативні концептуальні моделі

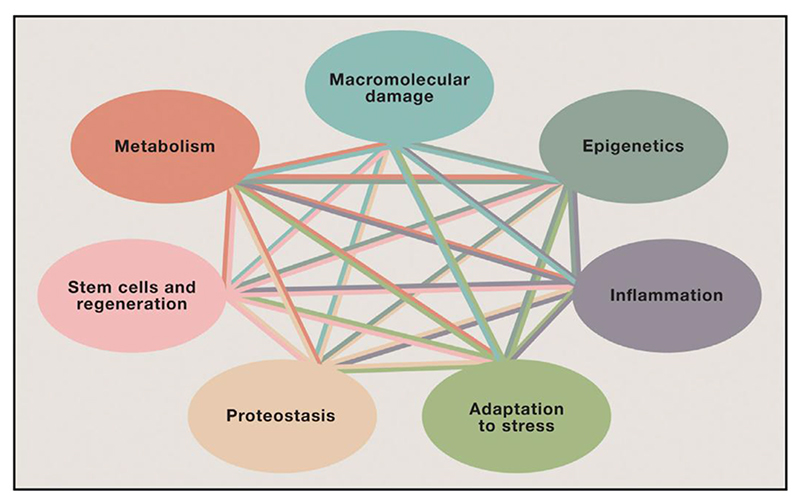
Модель семи стовпів старіння

У 2014 році інші вчені визначили дещо іншу концептуальну модель старіння під назвою «Сім стовпів старіння», до якої включено лише три «відмітні механізми старіння» (стволові клітини та регенерація, протеостаз, епігенетика). Модель семи стовпів підкреслює взаємозв’язок між усіма сімома стовпами, який не висвітлювалась в класичній статті 2013 року з дев’ятьма механізмами старіння, але їх взаємодія була описана в статті 2021 року.

## Зв’язки з іншими хворобами чи механізмами
Автори оригінальної статті об'єднали або пов'язали різні механізми раку з механізмами старіння.
Автори також прийшли до висновку, що механізми не тільки взаємопов’язані між собою, але й «з нещодавно запропонованими механізмами здоров’я, які включають організаційні особливості просторової компартменталізації, підтримки гомеостазу та адекватної реакції на стрес».

### Книги
- The Longevity Code: Slow Down the Aging Process and Live Well for Longer / Kris Verburgh, The Experiment, New York, 2019. ISBN 1615194975 & ISBN 9781615194971.
- Життєвий план: Чому ми старіємо і як цього уникнути / Девід Сінклер, Метью Лаплент, вид. BookChef, 2021. ISBN 978-966-993-576-2

### Журнали
- Nature Aging
- Aging Cell
- Aging Research Reviews
- GeroScience
- Age and Ageing
- The Journal of Gerontology
- Neurobiology of Aging
- Frontiers in Aging Neuroscience
- Mechanisms of Aging and Development
- Experimental Gerontology
- Biogerontology
- Aging Clinical and Experimental Research
- DNA Repair

### Статті
- Hallmarks of aging: An expanding universe. / López-Otín, Carlos; Blasco, Maria A.; Partridge, Linda; Serrano, Manuel; Kroemer, Guido (19 січня 2023). Cell (English) 186 (2). с.243–278. doi:10.1016/j.cell.2022.11.001
- The Hallmarks of Aging. / López-Otín, Carlos; Blasco, Maria A.; Partridge, Linda; Serrano, Manuel; Kroemer, Guido. (2013). Cell 153 (6). с.1194–1217. ISSN 0092-8674. doi:10.1016/j.cell.2013.05.039
- A complex systems approach to aging biology. / Cohen, A.A., Ferrucci, L., Fülöp, T. et al. Nat Aging 2, 580–591 (2022). doi: 10.1038/s43587-022-00252-6
- Tian Ye Ella; Cropley Vanessa; Maier Andrea B. та ін. (2023-05). Heterogeneous aging across multiple organ systems and prediction of chronic disease and mortality. Nature Medicine (англ.) 29 (5). doi:10.1038/s41591-023-02296-6.